# Claxton (North Yorkshire)
Claxton is een civil parish in het bestuurlijke gebied Ryedale, in het Engelse graafschap North Yorkshire.